# Holcotrochus
Genre
Holcotrochus est un genre de coraux durs de la famille des Turbinoliidae.

## Liste d'espèces
Le genre Holcotrochus comprend les espèces suivantes :
| Selon World Register of Marine Species (16 juillet 2015) : - Holcotrochus crenulatus Dennant, 1904 - Holcotrochus scriptus Dennant, 1902 | Selon ITIS (16 juillet 2015) : - Holcotrochus crenulatus Dennant, 1904 - Holcotrochus scriptus Dennant, 1902 |